# SK Aritma Praha (basketbal)
SK Aritma Praha (celým názvem: Sportovní klub Aritma Praha) je český ženský basketbalový klub, který sídlí v pražských Vokovicích. Oddíl patří pod hlavičku Sportovního klubu Aritma Praha. Založen byl v roce 1956. Od sezóny 2016/17 působí v české druhé nejvyšší basketbalové soutěži žen, známé pod názvem 1. celostátní liga žen. Své domácí zápasy odehrává v hale SK Aritma Praha s kapacitou 50 diváků. Klubové barvy jsou modrá a bílá.
Největším úspěchem klubu na domácí scéně byla celkem čtyřletá účast v nejvyšší soutěži žen (sezóny 1993–1995/96). Na mezinárodní scéně byla největším úspěchem účast v Poháru Ronchettiové v sezóně 1993/94.

## Historické názvy
Zdroj: 
- 1956 – DSO Dynamo Vokovice (Dobrovolná sportovní organisace Dynamo Vokovice)
- 1957 – TJ Dynamo Vokovice (Tělovýchovná jednota Dynamo Vokovice)
- 1961 – TJ Dynamo Vokovice - Aritma Praha 6 (Tělovýchovná jednota Dynamo Vokovice - Aritma Praha 6)
- 1981 – TJ Aritma Praha (Tělovýchovná jednota Aritma Praha)
- 1990 – SK Aritma Praha (Sportovní klub Aritma Praha)
- 1993 – BK AMCICO Praha (Basketbalový klub AMCICO Praha)
- 1993 – BK Copia Praha (Basketbalový klub Copia Praha)
- 1994 – SK Aritma Kaučuk Praha (Sportovní klub Aritma Kaučuk Praha)
- 1996 – SK Aritma Praha (Sportovní klub Aritma Praha)

## Umístění v jednotlivých sezonách
Stručný přehled
Zdroj: 
- 1993–1996: 1. liga (1. ligová úroveň v České republice)
- 2003–2007: 2. liga (2. ligová úroveň v České republice)
- 2007–2013: 1. liga (2. ligová úroveň v České republice)
- 2013–2016: 2. liga – sk. A (3. ligová úroveň v České republice)
- 2016– : 1. liga (2. ligová úroveň v České republice)

Jednotlivé ročníky
Zdroj: 
Legenda: ZČ - základní část, červené podbarvení - sestup, zelené podbarvení - postup, fialové podbarvení - reorganizace, změna skupiny či soutěže
| Česko (1993 – ) |                 |           |           |                                       |                              |
| Sezóny          | Soutěž          | Úroveň    | ZČ        | Play-off, nadstavba, sk. o udržení... | Poznámky                     |
| 1993            | 1. liga         | 1. úroveň | 6. místo  | Zápas o 5. místo (výhra)              |                              |
| 1993/94         | 1. liga         | 1. úroveň | 6. místo  | Čtvrtfinále                           |                              |
| 1994/95         | 1. liga         | 1. úroveň | 8. místo  |                                       |                              |
| 1995/96         | 1. liga         | 1. úroveň | 6. místo  |                                       | Převod licence do Libochovic |
| ...             |                 |           |           |                                       |                              |
| 2003/04         | 2. liga         | 2. úroveň | 4. místo  | Play-out (1. místo)                   |                              |
| 2004/05         | 2. liga         | 2. úroveň | 6. místo  | Play-out (3. místo)                   |                              |
| 2005/06         | 2. liga         | 2. úroveň | 6. místo  | Play-out (2. místo)                   |                              |
| 2006/07         | 2. liga         | 2. úroveň | 6. místo  | Play-out (2. místo)                   | Reorganizace                 |
| 2007/08         | 1. liga         | 2. úroveň | 6. místo  | Play-out (2. místo)                   |                              |
| 2008/09         | 1. liga         | 2. úroveň | 8. místo  | Čtvrtfinále                           |                              |
| 2009/10         | 1. liga         | 2. úroveň | 3. místo  | Semifinále                            |                              |
| 2010/11         | 1. liga         | 2. úroveň | 12. místo | Play-out (4. místo)                   |                              |
| 2011/12         | 1. liga         | 2. úroveň | 7. místo  | Play-out (1. místo)                   |                              |
| 2012/13         | 1. liga         | 2. úroveň | 11. místo | Play-out (4. místo)                   | Sestup                       |
| 2013/14         | 2. liga – sk. A | 3. úroveň | 4. místo  | Předkolo                              |                              |
| 2014/15         | 2. liga – sk. A | 3. úroveň | 4. místo  | Semifinále                            |                              |
| 2015/16         | 2. liga – sk. A | 3. úroveň | 2. místo  | Finálová skupina (3. místo)           | Postup                       |
| 2016/17         | 1. liga         | 2. úroveň | 11. místo | Play-out (3. místo)                   |                              |
| 2017/18         | 1. liga         | 2. úroveň | 9. místo  | Play-out (2. místo)                   |                              |
| 2018/19         | 1. liga         | 2. úroveň | 8. místo  | Čtvrtfinále                           |                              |
| 2019/20         | 1. liga         | 2. úroveň |           |                                       |                              |

## Účast v mezinárodních pohárech
Zdroj: 
| Výkonnostní úrovně                                                              |
| superpohár – Superpohár v basketbalu žen                                        |
| 1. výkonnostní úroveň – Pohár mistrů evropských zemí, Euroliga v basketbalu žen |
| 2. výkonnostní úroveň – Pohár Ronchettiové, EuroCup v basketbalu žen            |

Legenda: EL - Euroliga v basketbalu žen, PMEZ - Pohár mistrů evropských zemí, EC - EuroCup v basketbalu žen, SP - Superpohár v basketbalu žen, PR - Pohár Ronchettiové
- PR 1993/94 – 2. předkolo